# Idol × Warrior Miracle Tunes!
Idol × Warrior Miracle Tunes!, nota semplicemente come Miracle Tunes, è una serie televisiva italo-spagnola di genere fantastico. Girata nel 2018, la serie è il remake europeo dell'omonima serie televisiva giapponese di tipo tokusatsu e ispirata al fenomeno degli idol giapponesi e al genere nipponico delle "ragazze magiche", in onda su TV Tokyo dal 2 aprile 2017 al 25 marzo 2018, nata da un'idea della casa produttrice Tomy, della casa editrice Shogakukan, di alcune riviste manga e della compagnia di talent management LDH JAPAN Inc.
L'intera serie, registrata in inglese e doppiata in italiano, ha proposto in Italia in prima TV il primo episodio il 13 ottobre 2018 su Boing, mentre ha trasmesso la prima stagione di 26 episodi su Cartoonito dal 19 ottobre al 9 dicembre 2018. La seconda stagione di 25 episodi è stata trasmessa sulla stessa emittente dal 9 settembre al 10 novembre 2019.

## Trama
Esiste un regno separato dal mondo umano, chiamato "Regno della Musica" ed in questa terra ci sono dei tesori chiamati "Gioielli della Musica" capaci di conferire dei poteri speciali a chiunque li possegga. Demon, il Signore delle Tenebre, che progetta di conquistare il mondo lo scopre e se ne impossessa: usando il suo potere oscuro trasforma i monili in "Gioielli Negativi", cosicché le persone che li raccolgono diventino cattive e tentino così di diffondere "aura di negatività" su tutti quelli che li circondano. Per recuperare i Gioielli della Musica, tre elfi del Regno della Musica, Poppun, Rocky e Benji, vengono mandati dalla Dea della Musica nel mondo umano a trovare tre idoli della musica con cui collaborare, in modo da formare il gruppo delle guerriere Miracle Tunes. Per salvare il mondo le ragazze scelte utilizzeranno il potere dei Gioielli della Musica per sconfiggere il male, cantando e ballando per purificare i Gioielli Negativi e riportarli così alle loro forme originarie.

## Episodi
Prima stagione
| Nº | Titolo                             | Prima TV         |
| -- | ---------------------------------- | ---------------- |
| 1  | La canzone di Julie                | 13 ottobre 2018  |
| 2  | La canzone di Jasmine              | 19 ottobre 2018  |
| 3  | Fermati, in nome dell'amore        | 20 ottobre 2018  |
| 4  | La canzone del Quack               | 21 ottobre 2018  |
| 5  | La ballata della festa della mamma | 26 ottobre 2018  |
| 6  | Il ritmo della Zebra Tiramisù      | 27 ottobre 2018  |
| 7  | Canzone dello spazzino             | 28 ottobre 2018  |
| 8  | Canzone "spettinata"               | 2 novembre 2018  |
| 9  | Pupazzi matti                      | 3 novembre 2018  |
| 10 | Modalità rock attivata!            | 4 novembre 2018  |
| 11 | La Colonna Sonora dei nostri cuori | 9 novembre 2018  |
| 12 | È l'ora del Techno jewel!          | 10 novembre 2018 |
| 13 | Sfida tra Idols                    | 11 novembre 2018 |
| 14 | Segreto svelato                    | 16 novembre 2018 |
| 15 | Uniamo le forze                    | 17 novembre 2018 |
| 16 | La ballata di Matilda              | 18 novembre 2018 |
| 17 | Mettiamoci in posa                 | 23 novembre 2018 |
| 18 | La madrina delle Hit               | 24 novembre 2018 |
| 19 | Nato per essere cattivo            | 25 novembre 2018 |
| 20 | Flamenco live start!               | 30 novembre 2018 |
| 21 | Maty & le Symphonies               | 1 dicembre 2018  |
| 22 | Canzone della ragazza senza volto  | 2 dicembre 2018  |
| 23 | La Melodia del sig. Garibaldi      | 7 dicembre 2018  |
| 24 | La rivincita di Leo                | 8 dicembre 2018  |
| 25 | Fame melodica                      | 9 dicembre 2018  |
| 26 | Greatest Hits Volume 1             | 9 dicembre 2018  |

Seconda stagione
| Nº | Titolo                          | Prima TV          |
| -- | ------------------------------- | ----------------- |
| 1  | Mamma mia!                      | 9 settembre 2019  |
| 2  | Il blues della barista          | 9 settembre 2019  |
| 3  | Sinfonia dello specchio rotto   | 10 settembre 2019 |
| 4  | Canti medioevali                | 11 settembre 2019 |
| 5  | La canzone dei graffiti         | 12 settembre 2019 |
| 6  | Souvenirs ritmici               | 13 settembre 2019 |
| 7  | Canzone Iper Negativa           | 16 settembre 2019 |
| 8  | Buon compleanno Emily!          | 17 settembre 2019 |
| 9  | Il ballo di Hocus               | 18 settembre 2019 |
| 10 | Il ritorno dei Doku Doku Dan    | 19 settembre 2019 |
| 11 | Ciak... si gira!                | 20 settembre 2019 |
| 12 | Ricordi dal passato             | 23 settembre 2019 |
| 13 | Festa a sorpresa                | 24 settembre 2019 |
| 14 | É tempo di prove!               | 25 settembre 2019 |
| 15 | Melodia rilassante              | 26 settembre 2019 |
| 16 | Ricette negative                | 27 settembre 2019 |
| 17 | La nuova voce di Julie          | 30 settembre 2019 |
| 18 | Sinfonia per un incontro        | 1 ottobre 2019    |
| 19 | Giornata stonata                | 2 ottobre 2019    |
| 20 | Un regalo inaspettato           | 3 ottobre 2019    |
| 21 | Trina Techno Beat               | 4 ottobre 2019    |
| 22 | Teletrasporto attivato          | 7 ottobre 2019    |
| 23 | La canzone dello scontro finale | 8 ottobre 2019    |
| 24 | Tutte insieme, Miracle Tunes!   | 10 novembre 2019  |
| 25 | Greatest Hits Volume 2          | 10 novembre 2019  |

## Doppiaggio
| Personaggio      | Interprete         | Doppiatore              |
| ---------------- | ------------------ | ----------------------- |
| Emily            | Emily Shaqiri      | Francesca Rinaldi       |
| Julie            | Giulia Sara Salemi | Francesca Tardio        |
| Jasmine          | Jasmine Molinaro   | Simona Chirizzi         |
| Sophia           | Giulia Izzo        | –                       |
| Charlotte        | Lavinia Mantegazza | Elisa Angeli            |
| Dea della Musica | Michelle Hunziker  | Michelle Hunziker       |
| Demon            | Angelo Pintus      | Angelo Pintus           |
| Leonardo         | Leonardo Decarli   | Leonardo Decarli        |
| Marta            | Marta Noè          | Giulia Tarquini         |
| Matilda          | Greta Pierotti     | Ilaria Egitto           |
| Paula            | Aina Requena       | Alessandra Cerruti      |
| Robi             | Javier Server      | Emilio Mauro Branchiesi |
| Rudolph          | Max Garcia         | Matteo Liofredi         |
| Alfred           | Josep Maria Riera  | Fabrizio Valezano       |
| Jonah            | Alec Gil           | Danny Francucci         |
| Jessica          | Yuna Miralles      | Monica Vulcano          |

Il doppiaggio è stato curato dalla New Video Project Srl di Roma.

## Personaggi e interpreti

### Miracle2(Miracle Miracle)
È la girl band originariamente composta da Emily, Julie e Jasmine; in seguito Sophia e Charlotte del duo rivale Sweet Sisters si uniscono al gruppo. Le cantanti sono scritturate dall'etichetta discografica immaginaria Raspberry Music.
- Julie Summers, interpretata da Giulia Sara Salemi e doppiata da Francesca Tardio.
Solare e allegra, ha undici anni, frequenta la prima media alla New Bayside Secondary School e la sua materia preferita è la matematica. È molto pigra e si scorda spesso i passi di danza. Il suo colore distintivo è il rosa. Adora ogni genere musicale, il cibo e sorridere. Mette tutto il suo impegno in ogni cosa che fa ed ama il cioccolato. Nell’episodio 17 della seconda stagione si ammala, perdendo momentaneamente la voce ma, grazie al supporto di sua madre e dei suoi fans, riuscirà a scrivere la sua canzone da solista, “Assieme a tutte voi”, e a guarire. La sua mascotte è Poppun, l'elfo dei Ritmi rosa amante della musica pop.
- Emily Taylor, interpretata da Emily Shaqiri e doppiata da Francesca Rinaldi.
È la leader indiscussa del gruppo, ha dodici anni, frequenta la seconda media, è una delle star più famose del panorama musicale e la prima a trasformarsi. Il suo colore distintivo è il viola. Ama il canto, il ballo ed è determinata e generosa. Nel tempo libero le piace stare con le amiche e scrivere poesie, infatti la sua materia preferita è letteratura. Soffre molto la mancanza della madre, una famosa pianista, morta anni prima, e del padre, Phillip Taylor, un direttore d'orchestra sempre in viaggio, ma grazie alla loro lontananza ha imparato ad essere indipendente e a badare a sé stessa. La sua mascotte è Rocky, l'elfo dei Ritmi viola amante della musica rock.
- Jasmine, interpretata da Jasmine Roberta Molinaro e doppiata da Simona Chirizzi.
È un’eccellente ballerina, ha undici anni, frequenta la prima media e ha un legame fortissimo con i suoi nonni. Il suo colore distintivo è l'azzurro. Pratica la danza classica da quando aveva 3 anni e la musica è la sua più grande passione. La sua materia preferita è scienze. Ha un carattere molto introverso. La sua mascotte è Benji, l'elfo dei Ritmi azzurro amante della musica classica.
- Sophia, interpretata da Giulia Izzo
Insieme a sua sorella Charlotte è stata un membro del duo californiano Sweet Sisters prima di unirsi al gruppo rivale Miracle2. Ha undici anni, frequenta la prima media e ama la danza ed il disegno. Di carattere aperto, tiene molto alla sua carriera da idol ed è la "precisina" del gruppo. Nell’episodio 13 della seconda stagione parte con la sorella Charlotte per la California per promuovere il tour e l’album delle Miracle2, tornando successivamente alla Raspberry Music nell’episodio 18. I suoi colori distintivi sono l'argento e il blu. La sua mascotte è Alm, l'elfa dei Ritmi argento che protegge la Dea della Musica.
- Charlotte, interpretata da Lavinia Mantegazza e doppiata da Elisa Angeli.
Insieme a sua sorella Sophia è stata un membro del duo Sweet Sisters, che ha affrontato le Miracle2 in una competizione tra band musicali. Ha undici anni, frequenta la prima media e ama recitare, danzare e cantare. Ha un carattere dolce ed è la più ingenua tra le due sorelle. Quando resta in casa ha l'abitudine di indossare il pigiama. Nell’episodio 13 della seconda stagione parte con la sorella Sophia per la California per promuovere il tour e l’album delle Miracle2, tornando successivamente alla Raspberry Music nell’episodio 18. I suoi colori distintivi sono l'oro e il rosso. La sua mascotte è Sopra, l'elfa dei Ritmi oro che protegge la Dea della Musica.

### Raspberry Music
- Matilda, interpretata da Greta Pierotti e doppiata da Ilaria Egitto.
Attualmente è la manager delle Miracle2, ma in passato è stata lei stessa un'idol con il nome di Maty, facente parte del gruppo Symphonies, nonché una guerriera Miracle Tunes. È l’unica persona che conosce l'identità segreta delle ragazze. Infettata dal gioiello negativo "notte di terrore" sarà purificata dalle Miracle Tunes.
- Robi, interpretato da Javier Server e doppiato da Emilio Mauro Branchiesi.
È il dirigente della Raspberry Music. Infettato dal gioiello negativo "soldi, soldi, soldi!" sarà purificato dalle Miracle Tunes. Possiede una tartaruga di nome Xena.
- Leonardo, interpretato da Leonardo Decarli
È uno stilista e il social media manager delle Miracle2, fortemente coinvolto dai social network. È il fratello maggiore di Marta. Prende un'infatuazione per Jessica e adotta una tartaruga di nome Hairspray. Dall’episodio 18 inizia a frequentarsi con Heather, una ragazza che ha conosciuto per sbaglio online.
- Patricia, interpretata da Beatriz Justamente
È la stravagante e materna governante e cuoca delle Miracle2.  Infettata dal gioiello negativo "mammina cara" sarà purificata dalle Miracle Tunes.
- Miss Debbie, interpretata da Paula Garcia Sabio
È l'insegnante di ballo delle Miracle2 ed è sempre a dieta. Infettata dai gioielli negativi "tutto puoi mangiare" e "passi falsi" sarà purificata dalle Miracle Tunes.

### Regno della Musica
- Dea della Musica / Rose Taylor, interpretata da Michelle Hunziker
È la regina che governa il Regno della Musica. Conferirà alle Miracle2 dei poteri magici, per trasformarsi nelle guerriere Miracle Tunes, affidando loro l'abituale compito di recuperare l'"Energia dell'Armonia" e purificare i Gioielli della Musica trafugati da Demon. Le ragazze comunicano con lei attraverso uno specchio. Si scoprirà essere la madre di Emily, Rose Taylor, una famosa pianista morta anni prima.

#### I Ritmi
Sono i piccoli elfi aiutanti della Dea della Musica, in missione sulla terra per aiutare le Miracle Tunes a sconfiggere il male.
- Poppun
In coppia con Julie. Il suo nome è un gioco di parole della parola "Pop". Dolce e affettuosa, fa del suo meglio in ogni cosa e ama mangiare e dormire. Finisce le sue frasi con l'intercalare "-pun".
- Rocky
In coppia con Emily. Il suo nome è un gioco di parole della parola "Rock". Trendy e alla moda, ha una personalità tosta e disinvolta, ma si spaventa facilmente.
- Benji
In coppia con Jasmine, è un elfo sicuro di sé, diligente e piagnucolone.
- Alm
In coppia con Sophia. È una delle assistenti della Dea della Musica. Il suo nome è un gioco di parole della parola "Alto" ovvero "Contralto", il registro vocale più basso delle voci femminili. È gentile ed ama la pulizia.
- Sopra
In coppia con Charlotte. È una delle assistenti della Dea della Musica. Il suo nome è un gioco di parole della parola "Soprano", il registro vocale più alto delle voci femminili. È sicura di sé e con una personalità regale.

### Mondo delle Tenebre
- Demon, interpretato da Angelo Pintus
È il crudele leader dei Doku Doku Dan. Fece irruzione nel Regno della Musica dove distrusse la Crystal Melody Box, quindi rubò i Gioielli della Musica necessari per eseguire la "Canzone della Felicità", che garantisce la serenità nel mondo degli umani. Il suo obiettivo è quello di trascinare il mondo nell'oscurità e nel silenzio mettendo insieme tutte le note negative per comporre la "Canzone della Distruzione". Viene sconfitto dalle Miracle Tunes grazie alla trasformazione finale, venendo trasformato in un trofeo a forma di stella di peluche; nonostante questo riesce a trasferire la sua anima in quella dello specchio utilizzato dalle ragazze per comunicare con la dea.
- Hocus, interpretato da Albert Sebastiá
È il demone servitore creato da Demon in sostituzione dei Doku Doku Dan dopo il loro ennesimo fallimento; la sua creazione ha compromesso la connessione delle Miracle Tunes con la Dea della Musica e ha liberato i Cristalli Super Negativi nel mondo, che sono controllati da Hocus insieme a coloro che ne sono infettati. Possiede un burattino di nome Cadabra. È considerato il burattinaio del male e verrà trasformato in una paperella di gomma dalle Miracle Tunes grazie alla trasformazione finale.

#### I Doku Doku Dan
È il buffo clan di malvagi al soldo di Demon che lo aiutano a diffondere il male sulla terra.
- Alfred, interpretato da Josep Maria Riera e doppiato da Fabrizio Valezano.
È il più ingenuo e l'"inventore" del gruppo, per il quale realizza armi non propriamente efficaci, come lo Scettro Negativo, nonché il portale interdimensionale Teleportcaster. Possiede un topolino di pezza di nome Archimede, con il quale parla spesso. Il suo membro delle Miracle2  preferito è Julie ed è l’unico del terzetto a saper utilizzare strumenti tecnologici.
- Jessica, interpretata da Yuna Miralles e doppiata da Monica Vulcano.
La mente della banda e la più vanitosa, che si comporta come la strega delle fiabe dei Fratelli Grimm. Spesso i suoi piani falliscono. Ha un debole inconfessato per Leonardo.
- Jack, interpretato da Raul Navarro e doppiato da Marco Briglione.
Ha le sembianze di un pirata ed odia qualsiasi cosa, oltre che ad essere uno scansafatiche. Sembra avere un singolare amore per i topi.

Sconfitti dalle Miracle Tunes riescono a fuggire grazie al Teleportcaster, ritrovandosi, tuttavia, in un'area contaminata da rifiuti radioattivi.

### Altri personaggi
- Marta, interpretata da Marta Noè e doppiata da Giulia Tarquini.
È la fan numero uno delle Miracle2, di cui conosce tutti i segreti, e compagna di classe di Julie. Cerca di passare l'audizione per affiancare Emily ma fallisce, scatenando l'ira della madre sotto il controllo di un gioiello negativo e ne viene contagiata. Ritorna alla normalità grazie all'intervento di Emily e Julie. Nuovamente infettata, dal gioiello negativo "amicizia invidiosa", verrà ancora purificata dalle Miracle Tunes. È la sorella minore di Leonardo e le piace scrivere storie dell'orrore. Il suo membro preferito delle Miracle2 è Julie.
- Jonah, interpretato da Alex Gil e doppiato da Danny Francucci.
È un compagno di classe di Julie. Nonostante la sua ostinatezza sembra avere una cotta per lei.
- Rudolph, interpretato da Max Garcia e doppiato da Matteo Liofredi.
È un compagno di classe di Julie. Il suo membro delle Miracle2 preferito è Sophia. Inizialmente aveva una forte preferenza per Emily, che però ancora oggi rimane una tra le sue preferite nel gruppo. Viene infettato dal gioiello negativo “fan in panne” ma verrà purificato successivamente dalle Miracle Tunes.
- Irina, interpretata da Giulia Ronchi
È una compagna di classe di Julie.
- Willie, interpretato da Hugo Marker e doppiato da Danny Francucci.
È un giovane pasticcere prodigio conduttore di un programma di cucina. Non ama essere famoso ma si trova molto a suo agio con Julie. Viene infettato dai gioielli negativi "fan mania" e "horror vegetariano" ma verrà portato in salvo dalle Miracle Tunes.
- Paula Summers, interpretata da Aina Requena e doppiata da Alessandra Cerruti.
È la madre pasticcera di Julie. Viene infettata dal gioiello negativo “in punizione a vita” ma verrà purificata dalle Miracle Tunes.
- Sammy Summers
 E il fratello minore di Julie, ha 8 anni e vive con i suoi genitori.
- Phillip Taylor, interpretato da Jimmy Shaw
 È il padre di Emily. È un direttore d’orchestra che viaggia di continuo e, non potendo stare spesso con la figlia, cerca di rivederla sempre quando gli è possibile o di farle dei regali.
- Bob, interpretato da Antonio Mayan
È il nonno di Jasmine. Soffre di sordità.
- Victoria, interpretata da Yassmine Othman
È la nonna di Jasmine.
- Ana, interpretata da Pilar Camarasa
È la madre di Leonardo e Marta. Infettata dal gioiello negativo “isteria” verrà purificata da Emily e Julie.
- Miss Agata Hit, interpretata da Cristina Soler
Conosciuta con lo pseudonimo di Hit Madrina è una promotrice delle star che consacrerà lo status di idol delle Miracle2. Infettata dai gioielli negativi "flop strepitoso" e "vedo tutto nero" verrà purificata dalle Miracle Tunes.
- Miss Seraphine, interpretata da Federica Rigoli
È l'insegnante di danza classica di Jasmine. Infettata dal gioiello negativo "stridulo" verrà purificata dalle Miracle Tunes.
- Miss Nani Rose, interpretata da Carmela Lloret
È l’insegnante di teatro della classe di Julie. Dolce ed apprensiva, è sempre disposta a dare consigli ai suoi alunni. Viene infettata dal gioiello negativo “prima donna” ma verrà purificata dalle Miracle Tunes grazie alla trasformazione finale.
- Candela Màrquez, interpretata da Anina Gutierrez
Una famosa ballerina di flamenco ammirata dai nonni di Jasmine. Verrà contagiata dal gioiello negativo "tacchi malefici" e successivamente purificata dalle Miracle Tunes.

## Oggetti e armi delleMiracle Tunes
Il gruppo delle cinque idol si trasforma nel gruppo delle guerriere Miracle Tunes.

Pronunciano tutte la formula magica "Jewel Set". Julie, Emily e Jasmine usano il "Miracle Pod" mentre Sophia e Charlotte usano il "Miracle Brace".
Miracle Pod
Oggetto di trasformazione delle originarie Miracle2 a forma di smartphone.
Miracle Tact
Arma delle originarie Miracle2 a forma di scettro col simbolo di una chiave di violino e delle ali angeliche nella parte anteriore.
Miracle Brace
Oggetto di trasformazione delle originarie Sweet Sisters a forma di bracciale.
Miracle Tambourine
Arma delle originarie Sweet Sisters a forma di tamburello.
Sound Jewel Case
Scrigno per custodire i Gioielli della Musica. Dall’episodio 3 della seconda stagione viene sostituito con la Crystal Melody Box.
Sound Jewel Pendant
Ciondolo abitualmente indossato dalle guerriere, che custodisce il gioiello personale con cui ognuna di loro si trasforma.
Crystal Melody Box
Scrigno per custodire i Gioielli di Cristallo necessari per la trasformazione finale. Viene utilizzato anche come portagioielli dalla seconda stagione.
Final Tune Tact
Scettro utilizzato da Julie per attaccare nella trasformazione finale.

## Live show
Il gruppo delle Miracle2, sull'esempio della serie originale giapponese, è arrivato anche nelle piazze e nei centri commerciali italiani con delle esibizioni live. Durante gli show le ragazze si esibiscono (in playback) danzando sulle note delle canzoni principali della serie. Il primo evento dal vivo si tenne a Genova poiché, secondo Roberto Cenci la «città colpita dalla tragedia del ponte Morandi, [...] sicuramente ha bisogno di positività».

## Colonna sonora
Di seguito viene stilata la lista dei brani presenti nella serie tv e pubblicati dalla Artist First nell'album Miracle Tunes su CD e in tutti i negozi fisici e digitali dal 23 novembre 2018;
1. Resta qui con me
2. Siamo una forza sola
3. Che cosa è stato
4. Segui questo tic toc
5. Quando sarò lì con voi
6. Senti il ritmo
7. Nelle vie di questa città
8. Mai senza di noi
9. Specchio
10. Assieme a tutte voi
11. Palpito
12. Trasformazione di Emily
13. Trasformazione di Jasmine
14. Trasformazione di Julie
15. Trasformazione di Charlotte
16. Trasformazione di Sophia

## Produzione
Miracle Tunes è stata registrata nelle strutture della Feria de Muestras di Valencia, dove i set sono stati costruiti in un magazzino di 2.000 metri quadrati e in varie località della provincia come Burjasot, Manises, Benisanó, Loriguilla, La Eliana e Puerto de Sagunto, compresi gli spazi della capitale del Turia, come Parque de Cabecera o Bioparc. Più di 150 tecnici spagnoli, 30 tecnici italiani, 70 attori e oltre 650 comparse hanno lavorato per oltre due mesi di preparazione e 17 settimane di registrazione nella produzione televisiva più grande che finora sia stata girata nella Comunità Valenciana. Il progetto ha investito oltre 3 milioni di euro nelle riprese.

## Promozione
Il 24 settembre 2018 Giochi Preziosi diffonde online il primo teaser trailer tramite il proprio account ufficiale Instagram. La serie televisiva è stata presentata attraverso un'anteprima internazionale presso il cinema The Space Cinema Odeon di Milano il 30 settembre 2018.

## Trasmissione
La serie televisiva, composta da 2 stagioni di 51 episodi, viene trasmessa in contemporanea in Italia e in Spagna proponendo il primo episodio in anteprima il 13 ottobre 2018 su Boing, per poi partire con la programmazione regolare dal venerdì alla domenica su Cartoonito dal 19 ottobre alle 21:00 e concludendo la prima stagione il 9 dicembre 2018. La seconda stagione di 25 episodi viene trasmessa sulla stessa emittente dal 9 settembre 2019, dal lunedì al venerdì, alle 16.55. Dall’8 ottobre 2019, a due episodi alla fine della serie, la trasmissione dei nuovi episodi viene interrotta e sostituita da repliche di episodi precedenti. Gli episodi mancanti vengono proposti successivamente su Cartoonito il 10 novembre 2019 all’interno del contenitore “Miracle Tunes - Gran Finale”, utilizzato per celebrare la fine della messa in onda italiana della serie TV.